# Herrschaft Seifriedsberg

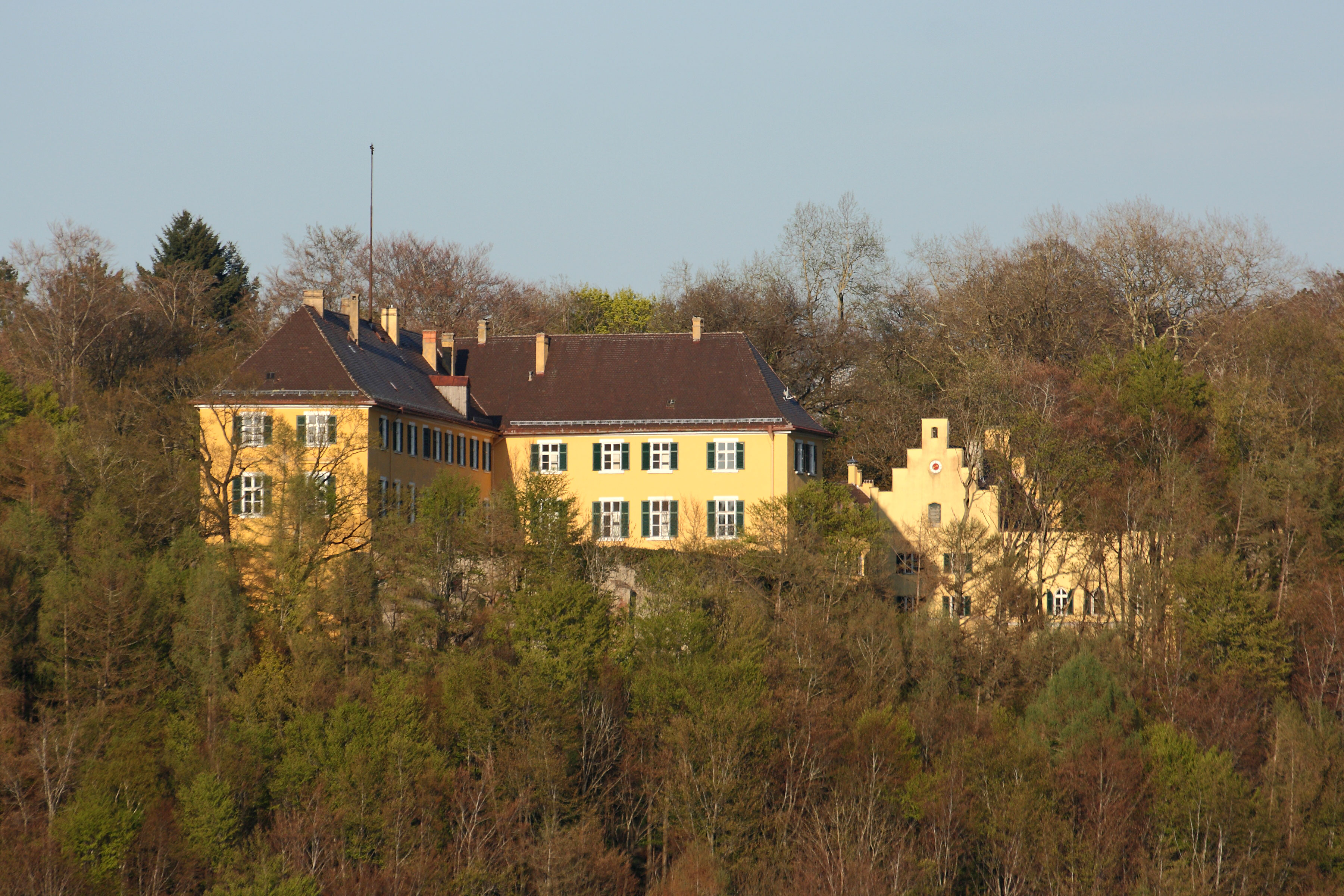
Schloss Seyfriedsberg, Ansicht des Hauptbaus von Westen

Die Burg Seifriedsberg bei Ziemetshausen im bayerisch-schwäbischen Landkreis Günzburg wird als Zentrum der Herrschaft Seifriedsberg bereits am 4. April 1251 als Sitz des staufischen Ministerialen Konrad Spannagel erwähnt. 

## Geschichte
Die Herrschaft bestand größtenteils aus ehemals welfischen Gütern und Rechten. Um Ziemetshausen lag ein Besitzschwerpunkt der Welfen. Ein Vorfahre des oben genannten Konrad Spannagel, ebenfalls mit dem Namen Konrad, erscheint 1183 in einer Urkunde von Welf VI. für das Kloster Steingaden als Zeuge unter den welfischen Ministerialen. Die frühere, wohl aus dem Namen abgeleitete Vermutung, der Augsburger Bischof Siegfried III. von Rechberg (1208–1227) habe "Sifritsperc" erbaut, ist unzutreffend. Seifriedsberg war ein Reichslehen, das die Staufer von den Welfen übernommen hatten. Der Name Seifriedsberg dürfte von der Familie Spannagel/von Hattenberg kommen, in der wiederholt der Name Siegfried belegt ist (z. B. 1237 Urk. Steingaden "Sivrido Spannagel", 13. Juli 1264 Kloster Oberschönefeld "Sivridus dictus de Hattenperch"). 
Wahrscheinlich um 1280 wurde die Markgrafschaft Burgau vom Habsburger König Rudolf I. mit Seifriedsberg belehnt. Markgraf Heinrich II. von Burgau und sein Enkel Markgraf Heinrich III. von Burgau beurkundeten am 5. April 1293 den Verkauf der Burg Seifriedsberg mit Zugehör an den Bischof Wolfhard von Augsburg und dessen Gotteshaus. Heinrich III., der letzte Markgraf von Burgau aus dem Hause Berg, übergab die Markgrafschaft um 1301 an den Cousin seiner Frau Margareta (von Hohenberg), den Habsburger König Albrecht. Die Habsburger verpfändeten anlässlich eines Darlehengeschäftes die Burg Seifriedsberg um 1306 an den einflussreichen Ulmer Bürger Ulrich Kunzelmann. 
Am 15. Juli 1312 lösten die jetzt österreichischen Markgrafen von Burgau, die Herzöge Friedrich und Leopold (Söhne des 1308 ermordeten Königs Albrecht), den Pfandbrief zur Burg  Seifriedsberg wieder ein. Bereits am 9. Oktober 1314 veräußerten die Habsburger Seifriedsberg mit Zugehör wieder an die Augsburger Kirche unter Bischof Friedrich I., in deren Besitz die Herrschaft über 172 Jahre blieb. Das umfangreiche Zugehör der Burg Seifriedsberg ist dem Urbar der hochstiftischen Güter von 1316 zu entnehmen. 
Nachdem die Habsburger wieder über die Herrschaft verfügten, verpfändeten sie diese 1515 bis 1614 dann an die Villinger von Schöneberg. Diese erbauten das Schloss, das später noch einige Zu- und Umbauten erfuhr. Ab 1614/15 wird kurzfristig Markgraf Karl von Burgau als Inhaber genannt. Im Jahr 1619 verpfändete Erzherzog Leopold die Herrschaft an Maria Gräfin Fugger zu Kirchheim. 1628 ging sie an den Kämmerer und Oberjägermeister der Markgrafschaft Burgau, Jakob de Saint Vincent. Dieser legte mit der Stiftung des Gnadenbildes und dem Bau einer Feldkapelle nahe Seifriedsberg 1650 den Grundstein zur heute blühenden Wallfahrt Maria Vesperbild.
Am 2. November 1667 übernahm Graf Ernst zu Oettingen und Wallerstein die Pfandschaft Seifriedsberg käuflich. Nach Aufkündigung der Pfandschaft wollten die Österreicher Seifriedsberg im April 1751 primär für eine hohe Summe als Mannslehen an ihren Reitergeneral Graf Paul von Bettoni vergeben. Philipp Karl Graf zu Oettingen-Wallerstein konnte nach Absprache mit anderen Zweigen seiner Familie die Kaufsumme für diesen Vertrag aufbringen und die Herrschaft schließlich als österreichisches Mannslehen übernehmen.
Nach fast 350 Jahren auf Schloss Seifriedsberg verkaufte das Haus Oettingen-Wallerstein dieses 2016 in private Hände. Der 1848 angelegte forst-botanische Park mit seinen teils exotischen Bäumen ist weiterhin für Besucher zugänglich.

## Zugehörige Orte
Zur Herrschaft Seifriedsberg gehörten im Laufe der Jahrhunderte folgende Orte: Aichen, Balzhausen, Bernbach (Aichen), Burg, Lauterbach, Memmenhausen, Mönstetten, Nettershausen, Obergessertshausen, Schönebach, Ziemetshausen, Reichertshofen, Muttershofen, Uttenhofen und Ried.